# تپه گوی آغاج
تپه گوی آغاج مربوط به دوره اسلامی قرن ۶ تا ۸ ه.ق است و در شهرستان تکاب، بخش تخت سلیمان، دهستان ساروق، روستای گوی آغاج واقع شده است. این اثر در تاریخ ۳۰ دی ۱۳۸۵ با شمارهٔ ثبت ۱۶۷۶۹ به عنوان یکی از آثار ملی ایران به ثبت رسیده است.